# Chapelle de Sainte-Croix-de-Caderle
La chapelle ou temple protestant de Sainte-Croix-de-Caderle est un édifice religieux de style roman, situé à Sainte-Croix-de-Caderle, dans le département du Gard. La paroisse est membre de l'Église protestante unie de France.

## Historique
La chapelle est édifiée au XIIe siècle et élevée au rang de prieuré vers 1420. Détruite en partie pendant les guerres de Religion, les catholiques s'emparent du village vers 1580. Entre 1648 et 1653, la chapelle-voûte est réparée. Entre 1653 et 1663, la chapelle est reconstruite. Elle est brûlée en 1703 pendant la guerre des Camisards. En 1737, lorsque Jean Antoine Peyre, prêtre du diocèse de Vabres, prend possession de la cure, la paroisse compte 209 habitants, dont seuls 3 ont satisfait à leur devoir pascal. Peyre y meurt près de 40 ans plus tard, remplacé en 1776 par Jacques Sauzet, natif de Saint-Roman-de-Codières, ancien vicaire perpétuel de Saumane. Les réparations se succèdent jusqu'à la Révolution  où l'église et la cure sont classés "biens nationaux". 
En 1802, la chapelle et le cimetière sont donnés au culte protestant. La chapelle en cours de restauration a fait l'objet d'une campagne de fouilles qui a permis la mise au jour d'un sarcophage mérovingien.

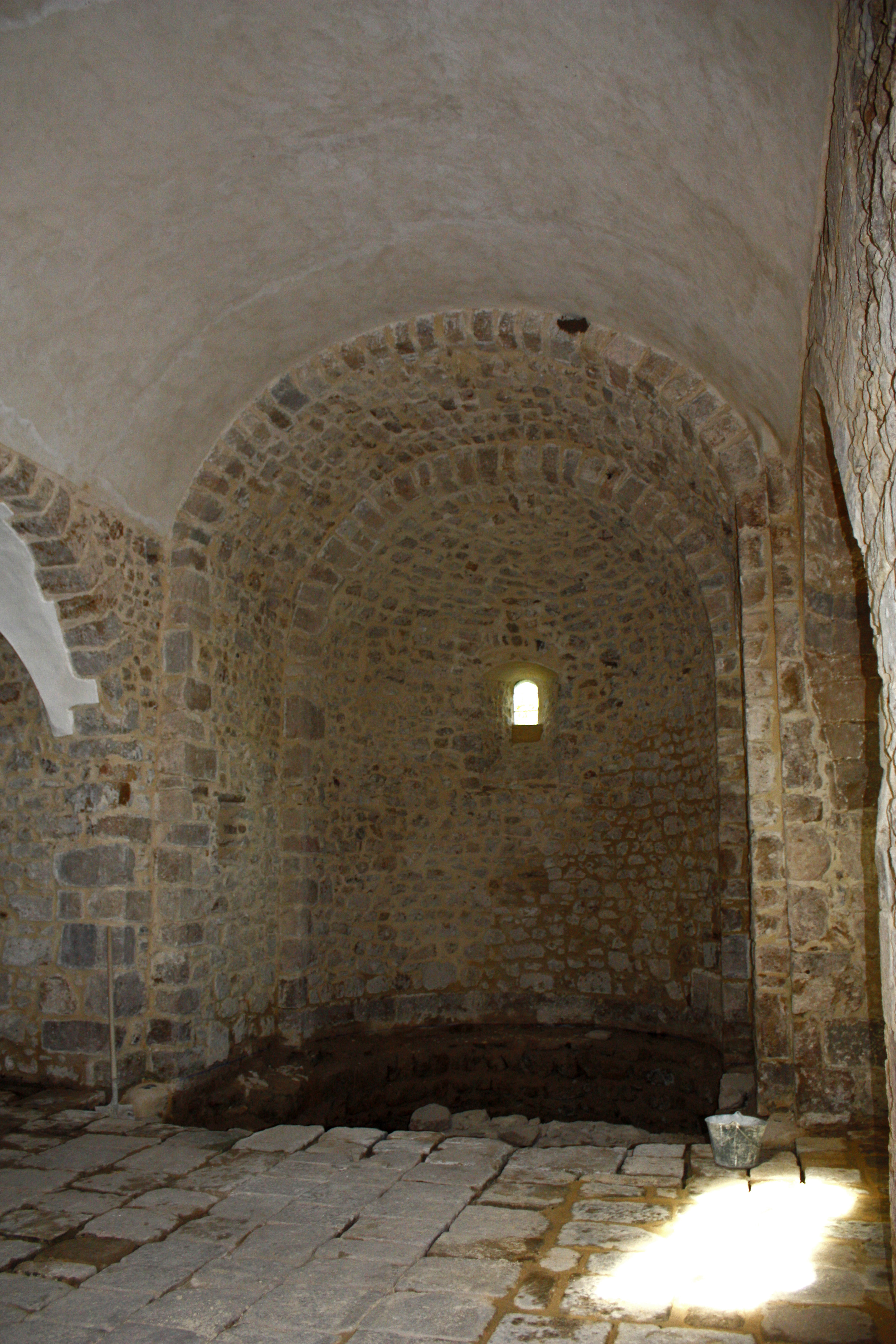
La nef de la chapelle.

## Architecture
Malgré les destructions et les restaurations, la chapelle est de style roman.

## Environnement
La rue qui mène à la cure et à la chapelle est entourée d'anciennes demeures. La chapelle domine le cimetière paroissial. Au pied de l'enclos religieux, une table d'orientation permet de repérer les sommets d'un vaste panorama.